# Ochotnica Dolna
Ochotnica Dolna – wieś w Polsce położona w województwie małopolskim, w powiecie nowotarskim, w gminie Ochotnica Dolna.
W latach 1975–1998 miejscowość administracyjnie należała do województwa nowosądeckiego. W latach 1954–1972 wieś należała i była siedzibą władz gromady Ochotnica Dolna. Wieś jest siedzibą gminy Ochotnica Dolna.
Ochotnica Dolna wraz z Ochotnicą Górną – do czasu podziału administracyjnego w 1910 roku – tworzyły najdłuższą wieś w Polsce (Ochotnicę), która liczyła niespełna 25 kilometrów. Aktualnie (2018) tytuł ten należy do wsi Zawoja położonej w powiecie suskim.

## Położenie
Ochotnica Dolna znajduje się w Gorcach. Pola i zabudowania miejscowości zajmują dolną część doliny rzeki Ochotnica (z wyjątkiem końcowego odcinka i ujścia znajdującego się w Tylmanowej), wraz ze zboczami dwóch pasm górskich otaczających dolinę tej rzeki; od południowej strony jest to pasmo Lubania, od północnej pasmo Gorca. Ponadto w głąb tych pasm wcinają się głęboko doliny kilku potoków, które również są zabudowane i zajęte przez pola Ochotnicy Dolnej. Są to doliny potoków: Skrodnego, Gorcowego, Młynnego, Kudowskiego, Szymanowskiego, Lubańskiego, Rolnickiego.
Przez Ochotnicę Dolną i Ochotnicę Górną biegnie droga z Tylmanowej do Harklowej przez przełęcz Knurowską (846 m n.p.m.). Do niedawna była to jedyna przejezdna dla samochodów droga przecinająca pasmo Gorców, do czasu oddania do użytku drogi biegnącej przez przełęcz Wierchmłynne w kierunku Zasadnego.

## Części wsi
Integralne części wsi Ochotnica Dolna:
przysiółkiBarnasie, Błachuty, Buciory, Chrobaki, Chryczyki, Golce, Gołdyny, Gorcowe, Hamówka, Jagiełły, Krzyśki, Liptaki, Młynne, Myśliwce, Niżni Gronik, Osobie, Palczyki, Piszczki, Rąbańczyska, Saski, Skalne, Szlagówka, Tomaszki, Twarogi, Urbaniaki, Wierchmłynne
części wsiBarbarówka, Bąki, Bełk, Bibiarze, Brysiówka, Brzeg, Chlipały, Dłubacze, Fisiorki, Gardonie, Gronik Wyżni, Hologówka, Janczury, Kamieniec, Kapłony, Kołodzieje, Koszarzyska, Kotarówka, Koziary, Kuce, Kudowe, Kwaleńce, Leskówka, Ligasy, Lubańskie, Nogawki, Pitki, Polisiówka, Potok Janczurowski, Rola, Równie, Rusnaki, Sikorówka, Skrodne, Sojkówka, Soskówka, Szymany, Tarchały, Wierchbabieniec, Zachry, Zarębówka, Zawory.

## Historia
W przeddzień Wigilii Świąt Bożego Narodzenia 23 grudnia 1944 roku, niemieckie jednostki SS spacyfikowały wieś. Zamordowanych zostało 51 mieszkańców i spłonęło 29 gospodarstw.

## Zabytki
Obiekt wpisany do rejestru zabytków nieruchomych województwa małopolskiego.
- Tartak, młyn, chałupa, spichlerz;
- kościół pw. Znalezienia Krzyża Świętego wraz z ogrodzeniem i otoczeniem.

## Piesze szlaki turystyczne
Hale Gorcowskie – Gorcowe – Ochotnica Dolna – Lubań – Gronik – Grywałd
 Kamienica – Ochotnica Dolna – Lubań – przełęcz Snozka – Czorsztyn

## Galeria zdjęć

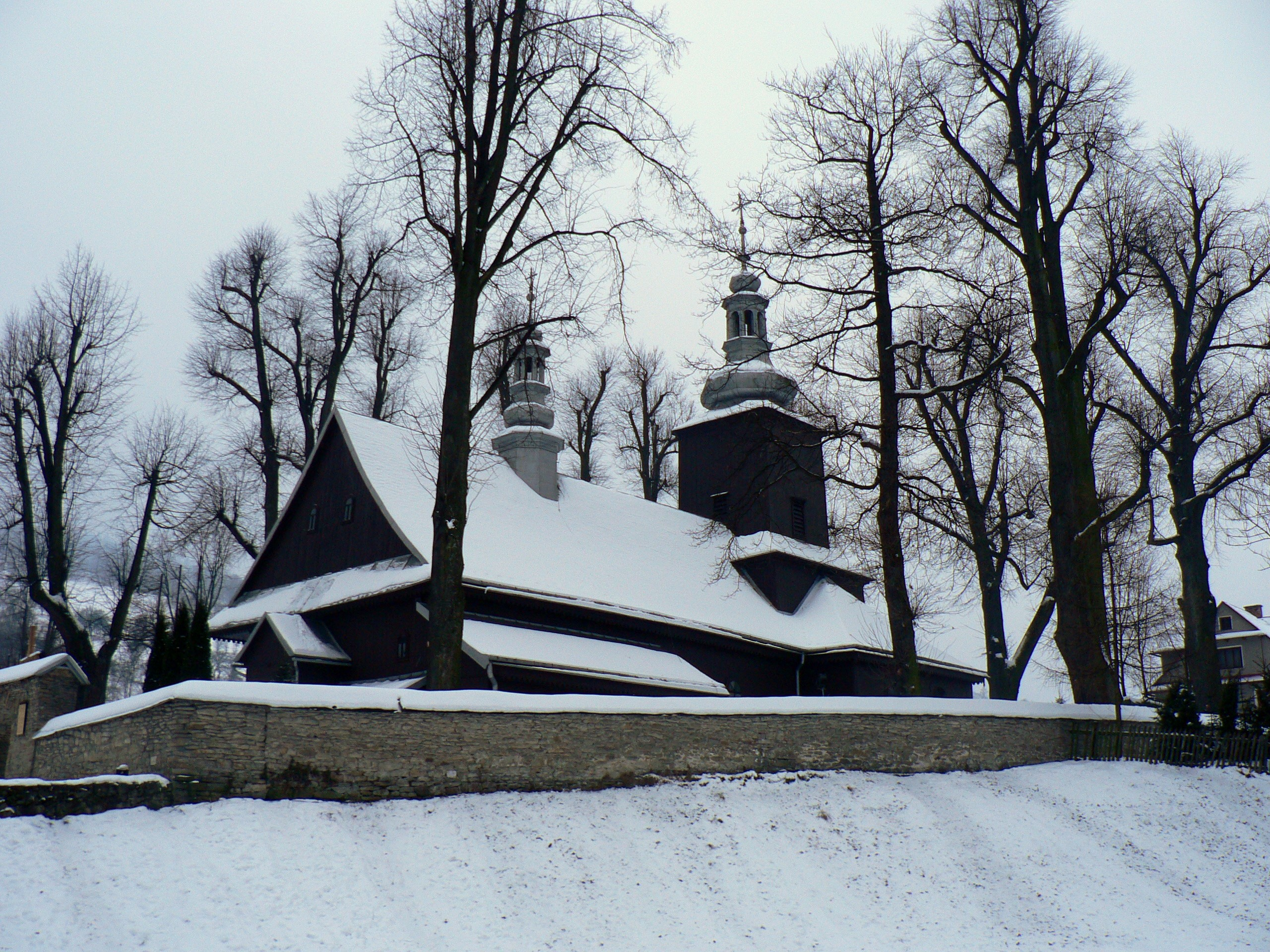
Drewniany kościół w Ochotnicy Dolnej
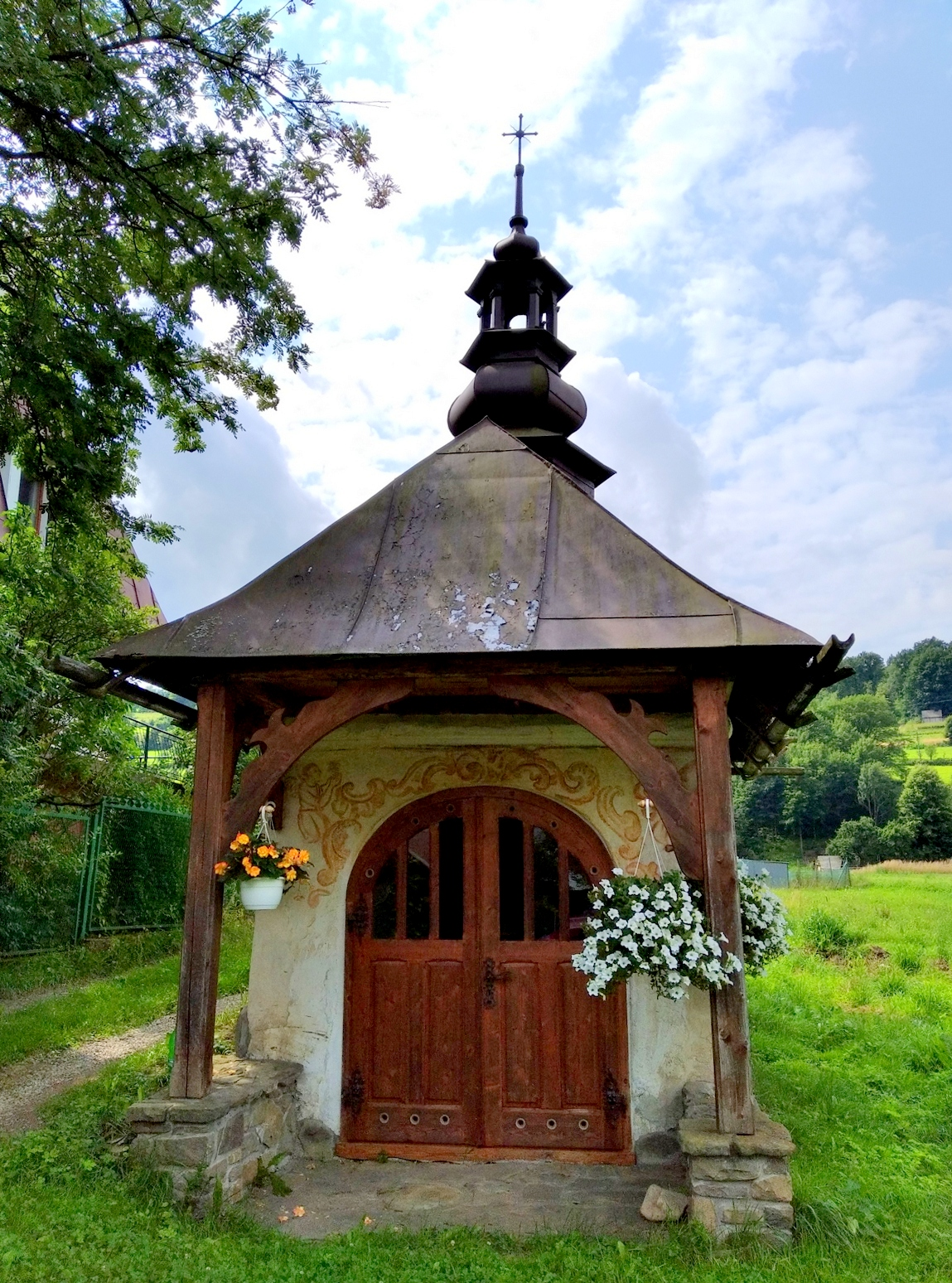
Kapliczka Ochotnickiego z 1772
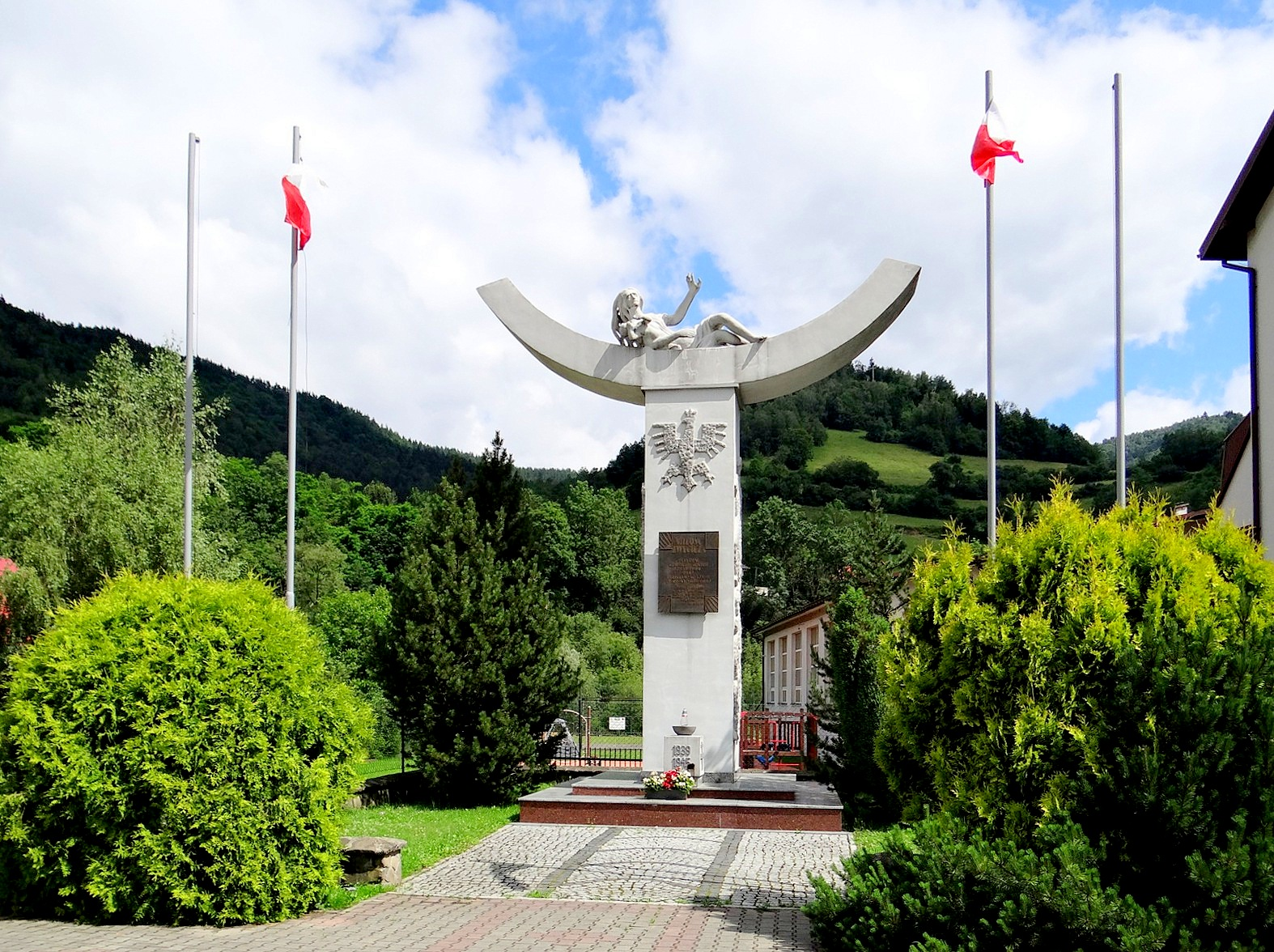
Pomnik Ofiarom Krwawej Wigilii 1944